# Aoi Sora
Sola Aoi, tên khác Aoi Sora (蒼井空 (Thương Tỉnh Không)/ あおいそら) là một người mẫu khoả thân, diễn viên khiêu dâm, thần tượng phim người lớn của Nhật Bản.

## Phim đã tham gia

### Video người lớn
| Tên | Công ty                                        | Đạo diễn                           | Ngày phát hành                                     | Ghi chú |
| --- | ---------------------------------------------- | ---------------------------------- | -------------------------------------------------- | --- |
| Happy Go Lucky! | Alice Japan KA-2080 (VHS) DV-172 (DVD)         | Kazuhito Kuramoto                  | VHS: 30 tháng 7 năm 2002 DVD: 30 tháng 8 năm 2002  | AV ra mắt |
| The Blue Sky Sora Aoi あおぞら | MaxA Samansa XS-2268 (VHS)                     | Yoshiho Fukuoka                    | 23 tháng 8 năm 2002                                | |
| Virgin Sky | Max-A Samansa XS-2271 (VHS)                    | Yukihiko Shimamura                 | 24 tháng 9 năm 2002                                | |
| Cosmic Girl | Alice Japan KA-2094                            | Hidekazu Takahara                  | 29 tháng 10 năm 2002                               | |
| Samantha Sora Aoi Vol. 1 サマンサ 蒼井そら | Max-A Samansa XV-095                           | Yoshiho Fukuoka                    | 22 tháng 11 năm 2002                               | DVD release of The Blue Sky |
| Facial Sora Aoi | Max-A Samansa XS-2278 (VHS)                    | Yoshiho Fukuoka                    | 29 tháng 11 năm 2002                               | |
| Max-A Anniversary 3 | Max-A Calen XV-098                             |                                    | 6 tháng 12 năm 2002                                | Video tổng hợp 24 diễn viên |
| 50/50 Sora Aoi | Alice Japan KA-2101                            | Kazutoshi Goto                     | 27 tháng 12 năm 2002                               | |
| Max-A's Three Hotties Rin Nohara Asuka Sora Aoi MAX-A3人娘 野原りん 明日香 蒼井そら                                                                                      | Max-A Samansa XV-103                           | Yukihiko Shimamura                 | 24 tháng 1 năm 2003                                | DVD Virgin Sky các video của Rin Nohara & Asuka |
| Sola-Graph | Max-A Samansa XS-2283 (VHS)                    | Yukihiko Shimamura                 | 31 tháng 1 năm 2003                                | |
| Rear End Special 尻なぶりSpecial | SOPHY SDV-015                                  |                                    | 19 tháng 2 năm 2003                                | Video tổng hợp với Hikari Kisugi, Milk Ichigo |
| Wet and Tender ネッチョリ癒されたい | Alice Japan KA-2109                            | Yoshinori Kasuga                   | 28 tháng 2 năm 2003                                | |
| Illegal Tits Violation 14 不法侵乳 14 | Max-A Samansa XS-2286 (VHS)                    | Taira Takano                       | 25 tháng 3 năm 2003                                | |
| Samantha Sora Aoi Vol.2 サマンサ蒼井そら VOL.2 | Max-A Samansa XV-117                           | Yoshiho Fukuoka Yukihiko Shimamura | 25 tháng 4 năm 2003                                | DVD Facial & Sola-Graph |
| Sexy Fruit 色情果実 | Alice Japan KA-2115                            | Hidekazu Takahara                  | 25 tháng 4 năm 2003                                | |
| Younger Sister's Secret Sora Aoi 妹の秘密 蒼井そら | Max-A Samansa XS-2292 (VHS)                    | Yo Takemura                        | 30 tháng 5 năm 2003                                | |
| Samantha Sora Aoi Vol. 3 サマンサ 蒼井そら Vol.3 | Max-A Samansa XV-125                           | Taira Takano                       | 20 tháng 6 năm 2003                                | DVD Illegal Tits Violation 14 |
| Sexy Butt (Mejiri) 女尻 | Alice Japan KA-2122                            | Kunihiro Hasegawa                  | 20 tháng 6 năm 2003                                | |
| Naked / Sora Aoi 裸体 蒼井そら | Shuffle Believe SFLB-001                       |                                    | 25 tháng 6 năm 2003                                | Người mẫu khỏa thân đơn thuần |
| Splash スプラッシュ | Max-A Samansa XS-2298 (VHS)                    | Taira Takano                       | 25 tháng 7 năm 2003                                | |
| Bubbly Heaven 逆ソープ天国 | Alice Japan KR-9189                            | Shigeo Katsuyama                   | 22 tháng 8 năm 2003                                | |
| Samantha Sora Aoi Vol.4 サマンサ 蒼井そら Vol.4 | Max-A Samansa XV-134                           | Yo Takemura                        | 22 tháng 8 năm 2003                                | DVD Younger Sister's Secret |
| Samantha Sora Aoi Vol.5 サマンサ 蒼井そら Vol.5 | Max-A Samansa XV-139                           | Taira Takano                       | 19 tháng 9 năm 2003                                | DVD Splash |
| Welcome To Max Café ようこそMax Cafeへ！ | Max-A Samansa XS-2303 (VHS)                    | Yo Takemura                        | 30 tháng 9 năm 2003 ngày 21 tháng 11 năm 2003      | |
| Special 2 蒼井そらSpecial2 | SOPHY SDV-022                                  |                                    | 22 tháng 10 năm 2003                               | |
| Costume Play Doll 制服人形 | Alice Japan KA-2138                            | Yuji Sakamoto                      | 24 tháng 10 năm 2003                               | |
| Sora Aoi's 2 Videos 蒼井そら 2本セット | Alice Japan KA-2140                            |                                    | 24 tháng 10 năm 2003                               | Contains Costume Play Doll & Best Collection |
| Sora Aoi Best Collection 蒼井そら 秘蔵痴態集 | Alice Japan KA-2139                            |                                    | 24 tháng 10 năm 2003                               | Compilation of scenes from Happy Go Lucky, "Cosmic Girl", & "50/50" |
| Oral Infection 口内感染 Oral Infection | Max-A Samansa XS-2311 (VHS)                    | Yoshiho Fukuoka                    | 28 tháng 11 năm 2003                               | |
| Max-A Anniversary 4 | Max-A Calen XV-149                             |                                    | 19 tháng 12 năm 2003                               | Compilation of 24 actresses |
| Indecent Model (Waisetsu model) 猥褻モデル | Alice Japan KA-2151                            | Eigo Mochizuki                     | 26 tháng 12 năm 2003                               | |
| Samantha Sora Aoi Vol.6 サマンサ 蒼井そら Vol.6 | Max-A Samansa XV-155                           | Yushiho Fukuoka                    | 23 tháng 1 năm 2004                                | DVD release of Oral Infection |
| The Confined Bodydoll / Sora Aoi 監禁ボディドール 蒼井そら | Max-A Samansa XS-2320 (VHS)                    | Taira Takano                       | 30 tháng 1 năm 2004                                | |
| The Hidden Suicup 裏・スイカップ | Alice Japan KA-2158                            | Kyuhei Tsubakihara                 | 20 tháng 2 năm 2004                                | |
| Naked 2 / Sora Aoi 裸体 蒼井そら#2 | Shuffle Believe SFLB-009                       | Kosuke Kisaragi                    | 25 tháng 2 năm 2004                                | Nude modeling only |
| Samantha Sora Aoi Vol.7 サマンサ 蒼井そら Vol.7 | Max-A Samansa XV-167                           | Taira Takano                       | 26 tháng 3 năm 2004                                | DVD release of The Confined Bodydoll |
| Self Produce / Sora Aoi Self Produce 蒼井そら | Max-A Samansa XS-2331 (VHS)                    | Toshio                             | 30 tháng 3 năm 2004                                | |
| The Devil's Training 悪魔の肉調教 | Alice Japan KA-2170                            | Shigeo Katsuyama                   | 30 tháng 4 năm 2004                                | |
| Samantha Sora Aoi Vol.8 サマンサ 蒼井そら Vol.8 | Max-A Samansa XV-174                           | Toshio                             | 21 tháng 5 năm 2004                                | DVD release of Self Produce |
| Taboo / Sora Aoi ＴＡＢＯＯ 蒼井そら | Max-A Samansa XS-2338 (VHS)                    | Yukinori Nishizawa                 | 28 tháng 5 năm 2004                                | |
| Sister's Secret Collection Memorial Edition 妹の秘密コレクション | Max-A Samansa XS-2339 (VHS)                    | Toshio                             | 28 tháng 5 năm 2004                                | |
| Boin Mix Bomb | Max-A Samansa XS-2340                          | Toshio                             | 18 tháng 6 năm 2004                                | Compilation of 10 large-breasted actresses |
| Provocative Erotic 挑発エロティック | Alice Japan KA-2181                            | Hidekazu Takahara                  | 25 tháng 6 năm 2004                                | |
| Special 4 蒼井そらSpecial4 | SOPHY SDV-032                                  |                                    | 1 tháng 7 năm 2004                                 | |
| More Max VI | Max-A Samansa XS-2345 (VHS)                    | Toshio                             | 23 tháng 7 năm 2004                                | Compilation of 10 actresses |
| Samantha Sora Aoi Vol.9 サマンサ 蒼井そら Vol.9 | Max-A Samansa XV-185                           | Yukinori Nishizawa                 | 23 tháng 7 năm 2004                                | DVD release of Taboo |
| Lollipop Lollipop（ロリポップ） 蒼井そら | Max-A Samansa XS-2349 (VHS)                    | Toshio                             | 30 tháng 7 năm 2004                                | |
| Sora Aoi Becomes a Prostitute 風俗で蒼井そらとしたいっ！ | Alice Japan Babylon KR-9211 (VHS) DV-381 (DVD) |                                    | 20 tháng 8 năm 2004                                | |
| Sexy Butt Climax 2004 (Mejiri Climax 2004) 女尻CLIMAX 2004 | Alice Japan KA-2186 (VHS) DV-387 (DVD)         | Usagi Kanda                        | 27 tháng 8 năm 2004                                | Compilation with Akiho Yoshizawa, Kaede Matsushima, Rina & Yuna Mizumoto |
| Witch Hunt IV 魔女の棲み家Ⅳ | Max-A Samansa XS-2358                          | Taira Takano                       | 28 tháng 9 năm 2004                                | |
| Fetish Sora フェティッシュ そら | Alice Japan KA-2189                            | Kyuhei Tsubakihara                 | 22 tháng 10 năm 2004                               | |
| Sell Debut セル初 | S1 ONED-003                                    | Hideto Aki                         | 11 tháng 11 năm 2004                               | |
| Samantha Sora Aoi Vol.10 サマンサ 蒼井そら Vol.10 | Max-A Samansa XV-206                           | Toshio                             | 28 tháng 11 năm 2004                               | DVD release of Lollipop |
| Best of Sky Sora Aoi BEST OF SKY 蒼井そら | Max-A Samansa XS-2369 (VHS) XV-239 (DVD)       | Toshio                             | VHS: 30 tháng 11 năm 2004 DVD: 29 tháng 4 năm 2005 | Compilation of 14 previous Sora Aoi videos |
| Female Teacher X Schoolgirl 女教師×女子校生 | S1 ONED-014                                    | KINGDOM                            | 11 tháng 12 năm 2004                               | |
| Erotic Lady's Indecent Language Play 淫語 エロい女の淫語あそび | S1 ONED-025                                    | KINGDOM                            | 11 tháng 1 năm 2005                                | |
| Let's Confine! MAX MAX 4 Hours やっぱり監禁だ！まっくすまっくす4時間 | Max-A Samansa XV-219 (DVD)                     |                                    | 28 tháng 1 năm 2005                                | Compilation of 14 actresses |
| Sora Aoi is Just for Me 僕だけの蒼井そら | S1 ONED-036                                    | Alala Kurosawa                     | 11 tháng 2 năm 2005                                | |
| Kissing Special 接吻スペシャル | S1 ONED-047                                    | Hideto Aki                         | 11 tháng 3 năm 2005                                | |
| Sora is Your Do Exactly As Told Toy そらはアナタのいいなり玩具 | S1 ONED-065                                    | Alala Kurosawa                     | 11 tháng 4 năm 2005                                | |
| Taboo Hard Mix | Max-A XS-2386                                  | Toshio                             | 29 tháng 3 năm 2005                                | Compilation with Akiho Yoshizawa, Naho Ozawa, Ami Ayukawa, Asuka & Erika Hayashi |
| Reverse Soap Heaven All Reserved Special 2005 逆ソープ天国貸切スペシャル 2005                                                                                            | Alice Japan Babylon KR-9230 (VHS) DV-470 (DVD) | Usagi Kanda                        | 29 tháng 4 năm 2005                                | Compilation with Natsuki Ozawa, Kaede Matsushima, Naho Ozawa & Hikaru Houzuki |
| Lusting Uniform Collection 欲情制服コレクション | Max-A Samansa XS-2390                          | Toshio                             | 29 tháng 4 năm 2005                                | School-girl uniform cosplay compilation of 10 actresses |
| Sora's Moist, Rich Sex そらのネットリ濃厚セックス | S1 ONED-104                                    | Kengo                              | 19 tháng 5 năm 2005                                | |
| Breast Special おっぱいスペシャル | S1 ONED-136                                    | Hideto Aki                         | 19 tháng 6 năm 2005                                | |
| Sora Will Relieve You Greatly 蒼井そら そらがいっぱい癒してあげる | S1 ONED-168                                    | [Jo]Style                          | 19 tháng 7 năm 2005                                | |
| Uniform Doll Dress Up Collection 2005 制服人形 着せ替えコレクション 2005                                                                                                 | Alice Japan KA-2227 (VHS) DV-499 (DVD)         | Usagi Kanda                        | 22 tháng 7 năm 2005                                | Cosplay compilation with Ryoko Mitake, Kaede Matsushima, Akiho Yoshizawa, Yuna Mizumoto, Sumire Aida, and Hikaru Hozuki |
| Risky Mosaic – Stimulating Sex ギリギリモザイク はげましセックス | S1 ONED-201                                    | Koushirou                          | 19 tháng 8 năm 2005                                | |
| Wouldn't You Like to Be Shown Sora's Sex Thoroughly? そらのセックスじっくり見せてあげよっか                                                                              | S1 ONED-238                                    | Tadanori Usami                     | 19 tháng 9 năm 2005                                | |
| Get Really Erotic Costume Play! コスプレでい～っぱいHしよっ！ | S1 ONED-269                                    | Alala Kurosawa                     | 19 tháng 10 năm 2005                               | |
| Lewd Neighbor エッチな隣人 | S1 ONED-293                                    | Tadanori Usami                     | 19 tháng 11 năm 2005                               | |
| Delusional Special Bath 妄想的特殊浴場 | S1 ONED-314                                    | Hideto Aki                         | 19 tháng 12 năm 2005                               | |
| A Life With Sora is Filled With Sex 24 Hours! そらとの共同生活は24時間セックスざんまい！                                                                                 | S1 ONED-335                                    | Hideto Aki                         | 19 tháng 1 năm 2006                                | |
| Yeah! Nurses!! MAX MAX 4 Hours やっぱりナースだ！まっくすまっくす4時間                                                                                                   | Max-A Calen XV-306                             |                                    | 20 tháng 1 năm 2006                                | Compilation with several actresses |
| Brand New Nurse Sora as a Pakopako Nurse 新米ナースそらのパコパコ看護 | S1 ONED-356                                    | Iggy Coen                          | 19 tháng 2 năm 2006                                | |
| Super Titty-Fucking 2 激パイズリ2 | S1 ONED-404                                    | Hideto Aki                         | 19 tháng 4 năm 2006                                | |
| Sora is the Young Married Lady Next Door そらは隣の若奥様 | S1 ONED-433                                    |                                    | 19 tháng 5 năm 2006                                | |
| Sora Aoi Collection 1 蒼井そらCOLLECTION 1 | S1 ONSD-024                                    |                                    | 19 tháng 7 năm 2006                                | Compilation |
| Hyper – Barely There Mosaic ハイパーギリギリモザイク | S1 ONSD-028                                    |                                    | 7 tháng 8 năm 2006                                 | Compilation with Yua Aida, Yuma Asami, Maria Ozawa, Honoka và Rin Aoki |
| BakoBako Gangbang 15 バコバコ乱交15 | S1 ONED-539                                    | Hideto Aki                         | 19 tháng 9 năm 2006                                | |
| S1 Dream Collection – Super S Class idols 4 hour special vol.1 S1ドリームコレクション スーパーS級アイドル4時間！1                                                        | S1 ONSD-039                                    |                                    | 7 tháng 10 năm 2006                                | Compilation with Yua Aida, Yuma Asami, Maria Ozawa và Honoka |
| Hyper-Risky Mosaic ハイパーギリギリモザイク | S1 ONED-602                                    | Hideto Aki                         | 19 tháng 11 năm 2006                               | |
| S1 Dream Collection – 2nd Anniversary Commemoration Special Ver. – Super S Class Idols 8 Hours! S1ドリームコレクション2周年記念スペシャルVer. スーパーS級アイドル8時間！ | S1 ONSD-066                                    |                                    | 19 tháng 2 năm 2007                                | Compilation with 6 actresses |
| Big Dick PakoPako! おっきいチンポでバコバコ！ | S1 ONED-730                                    | Hideto Aki                         | 19 tháng 4 năm 2007                                | |
| Hyper Risky Mosaic – Special Bath House Tsubaki ハイパーギリギリモザイク 特殊浴場 TSUBAKI 貸切入浴料1億円                                                                | S1 OPEN-0705                                   | Hideto Aki                         | 3 tháng 5 năm 2007                                 | With Honoka, Akiho Yoshizawa, Sho Nishino, Asami Ogawa, Yuma Asami, MO ☆ MO, Mako Katase, Chinatsu Izawa, Megumi Haruka, Karin & Cina Miyu -S1 entry in the 2007 AV Open -Re-released ngày 7 tháng 12 năm 2007 extended to 8 hours as S1 ONED-891 |
| Hyper-Risky Mosaic 8 Hours ハイパーギリギリモザイク8時間 | S1 ONSD-123                                    |                                    | 19 tháng 10 năm 2007                               | Compilation of 21 videos |
| Risky Mosaic MV 完全限定生産×最新型Mビジョン ギリギリモザイクMV改 | S1 ONED-881                                    | Hideto Aki                         | 19 tháng 11 năm 2007                               | |
| Special Bath House Tsubaki 8 Hours ハイパー×ギリギリモザイク 特殊浴場TSUBAKI8時間                                                                                        | S1 ONED-891                                    | Hideto Aki                         | 7 tháng 12 năm 2007                                | With 11 actresses -Previously released ngày 3 tháng 5 năm 2007 in a 4 hour version as S1 OPEN-0705 |
| Repeated Death, Grand Orgasm ギリギリモザイク 繰り返す昇天、壮絶アクメ                                                                                                   | S1 ONED-927                                    |                                    | 19 tháng 2 năm 2008                                | |
| My Only Idol ギリギリモザイク 僕だけのアイドル 蒼井そら | S1 ONED-944                                    |                                    | 19 tháng 3 năm 2008                                | |
| Raped Sora Aoi ギリモザ 犯された蒼井そら | S1 SOE-019                                     |                                    | 19 tháng 7 năm 2008                                | |
| Staggering Facial Ejaculation ハイパー×ギリモザ ものすごい顔射 | S1 SOE-046                                     | Hideto Aki                         | 7 tháng 9 năm 2008                                 | |
| Risky Mosaic – Infinite Climax! Exciting Ecstasy Fuck ギリモザ 無限絶頂！激イカセFUCK 蒼井そら                                                                           | S1 SOE-088                                     | Hideto Aki                         | 7 tháng 11 năm 2008                                | |
| 20 Costumes Pakopako! 20コスチュームでパコパコ！ | S1 SOE-132                                     | Ishibashi Wataru                   | 7 tháng 1 năm 2009                                 | |
| Bodily Fluids Mingling, Rich Fuck 交わる体液、濃密セックス | S1 SOE-183                                     | Minami Haou                        | 19 tháng 3 năm 2009                                | |
| Pink Curtain ピンクのカーテン | Rookie RKI-015                                 |                                    | 19 tháng 5 năm 2009                                | |
| Lewd Busty Female Teacher ギリモザ 淫らな巨乳女教師 | S1 SOE-224                                     | Midori Kohaku                      | 7 tháng 6 năm 2009                                 | |
| Certain Kill! Cum Face Shot! 必殺！一撃顔射！ | S1 SOE-257                                     | Hideto Aki                         | 7 tháng 8 năm 2009                                 | |
| Incest (Twisted Bonds) ギリモザ 近親相姦 | S1 SOE-285                                     | Hideto Aki                         | 7 tháng 10 năm 2009                                | |
| Risky Mosaic Lotion Hell ギリモザ LOTION HELL | S1 SOE-316                                     | Hideto Aki                         | 7 tháng 12 năm 2009                                | |
| Wife Violated in Front of Her Husband 夫の目の前で犯された若妻 | S1 SOE-339                                     | Yuji Sakamoto                      | 19 tháng 1 năm 2010                                | |
| Masochist Training Sola様のM調教 | S1 SOE-370                                     | Hara Ichigo (苺原)                 | 19 tháng 3 năm 2010                                | |
| Made To The Last Drop 最後の一滴までシャブらせて | S1 SOE-395                                     | Tomohisa Aizome                    | 7 tháng 5 năm 2010                                 | |
| Mind-Blowing Orgasm 轟沈アクメ 脳髄から狂わせて | S1 SOE-422                                     | Minami Haou                        | 7 tháng 7 năm 2010                                 | |
| S1 Girls Collection – Sora Aoi Special 8 Hours S1 GIRLS COLLECTION 蒼井そら エスワン8時間Special                                                                         | S1 ONSD-441                                    |                                    | 7 tháng 8 năm 2010                                 | Compilation from her earlier S1 videos |
| Married Woman Teacher Violated 犯された人妻女教師 | S1 SOE-454                                     | Hideto Aki                         | 7 tháng 9 năm 2010                                 | |
| Super High Image Vision Hollywood Standard Sex 極美映像 ハリウッド基準で魅せる超高画質セックス                                                                           | S1 SOE-490                                     | Minami Haou                        | 7 tháng 11 năm 2010                                | |
| Complete Obedience – Masochist Secretary 完全服従どM秘書 | S1 SOE-523                                     | Hideto Aki                         | 7 tháng 1 năm 2011                                 | |
| Open Delusion Exposure 公然妄想露出アエギ聲出しちゃダメ！！ | S1 SOE-556                                     | Hara Ichigo (苺原)                 | 7 tháng 3 năm 2011                                 | |
| Masochist Big Tits Private Investigator 秘密搜査官の女被虐の巨乳エージェント                                                                                             | S1 SOE-586                                     | Hideto Aki                         | 7 tháng 5 năm 2011                                 | |
| Mega Semem Bukkake Facial メガ盛り顔射祭 | S1 SOE-616                                     | Hara Ichigo (苺原)                 | 7 tháng 7 năm 2011                                 | |

Mỹ phát hành
| Video title         | Company            | Director        | Release date        | Notes                                                                                            |
| ------------------- | ------------------ | --------------- | ------------------- | ------------------------------------------------------------------------------------------------ |
| Asian Beauty Vol. 1 | Adult Source Media | Kosuke Kisaragi | 15 tháng 2 năm 2007 | Nude Modeling only English subtitled version of Naked 2 / Sora Aoi from ngày 25 tháng 2 năm 2004 |
| Asian Beauty Vol. 3 | Adult Source Media |                 | 15 tháng 2 năm 2007 | Nude Modeling only English subtitled version of Naked / Sora Aoi from ngày 25 tháng 6 năm 2003   |

### Phim truyền hình
| Tên | Network  | Character        | Date                                           | Notes                                                   |
| --- | -------- | ---------------- | ---------------------------------------------- | ------------------------------------------------------- |
| Tokumei Kakarichō Tadano Hitoshi 特命係長 只野仁                                                        | TV Asahi |                  | 4 tháng 7 năm 2003 to ngày 19 tháng 9 năm 2003 | 11 episodes                                             |
| Mystery Minzoku Gakusha Yakumo Itsuki ミステリー民俗学者八雲樹 (Mystery Folklore Scholar Yakumo Itsuki) | TV Asahi | Anna Nikaido     | 29 tháng 10 năm 2004 (Episode 3)               |                                                         |
| Shimokita GLORY DAYS 下北GLORY DAYS                                                                     | TV Tokyo | Nozomi Ichimonji | 14 tháng 4 năm 2006 to ngày 8 tháng 7 năm 2006 | 12 episodes                                             |
| Kaikan Shokunin 快感職人                                                                                | TV Asahi |                  | 8 tháng 7 năm 2006 to ngày 23 tháng 9 năm 2006 | 10 episodes Released as a DVD ngày 22 tháng 11 năm 2006 |
| Galileo ガリレオ                                                                                        | Fuji TV  | Reiko Shinozaki  | 5 tháng 11 năm 2007 (Episode 4)                |                                                         |

### V-Cinema
| Tên | Company          | Director       | Release Date         | Notes                                                |
| --- | ---------------- | -------------- | -------------------- | ---------------------------------------------------- |
| High School Teacher 高校教師 飼育の校舎 Koukou Kyoushi Shiiku no Kousha                                                                                       | Engel            | Hiroshi Ando   | 25 tháng 11 năm 2003 | Role: Miyako/Kumiko                                  |
| Erotic Ghost: Siren 新妖女傳說 Siren Shin Youjo Densetsu Siren                                                                                                |                  | Satoshi Torao  | 22 tháng 10 năm 2004 | Role: Yumi                                           |
| Hotaru The Hyper Swindler Series Vol. 3 新だまし屋本舗・蛍 ～おいしいバイトにご用心～ Shin Damashi Ya Honpo・Hotaru ~Oishii Baito ni go Youjin~               | Nextacv NEXD-011 | Nisato Takeshi | 4 tháng 11 năm 2005  | Role: Hotaru Amami                                   |
| Hotaru The Hyper Swindler Series Vol. 4 新だまし屋本舗・蛍 ～ペーパー商法にご用心～ Shin Damashi Ya Honpo・Hotaru ~Peepaa Shouhou ni go Youjin~               | Nextacv NEXD-014 | Nisato Takeshi | 7 tháng 12 năm 2005  | Role: Hotaru Amami                                   |
| Kunoichi 5 ninshū Vs. Onna Dragon Shūdan くの一五人衆VS女ドラゴン集団                                                                                         |                  | Tanigaki Kenji | 25 tháng 10 năm 2005 |                                                      |
| Hotaru The Hyper Swindler Series Vol. 5 新だまし屋本舗・蛍 ～美容詐欺を撲滅せよ～ Shin Damashi Ya Honpo・Hotaru ~Biyou Sagi o Bokumetsu Seyo~                 | Nextacv NEXD-025 | Nisato Takeshi | 5 tháng 7 năm 2006   | Role: Hotaru Amami                                   |
| Hotaru The Hyper Swindler Series Vol. 6 新だまし屋本舗・蛍 ～フランチャイズ詐欺を撲滅せよ～ Shin Damashi Ya Honpo・Hotaru ~Furanchaizu Sagi o Bokumetsu Seyo~ | Nextacv NEXD-024 | Nisato Takeshi | 4 tháng 8 năm 2006   | Role: Hotaru Amami                                   |
| Play Angels Vol. 1 プレイエンジェル Vol. 1 |                  | Nisato Takeshi | 11 tháng 7 năm 2007  | Role: Anna                                           |
| Play Angels Vol. 2 プレイエンジェル Vol. 2 |                  | Nisato Takeshi | 6 tháng 2 năm 2008   | Role: Anna                                           |
| My Sassy Girl 蒼空 Aozora |                  | Jojo Hideo     | 22 tháng 9 năm 2008  | Role: Anna Sora Aoi wrote the screenplay for Aozora. |

### Theatrical releases
| Tên | Company                        | Director           | Release Date        | Notes                                                                                                  |
| --- | ------------------------------ | ------------------ | ------------------- | --- |
| Gun Crazy: Episode 4 ＧＵＮ ＣＲＡＺＹ Ｅｐｉｓｏｄｅ４ 用心棒の鎮魂歌 Gun Crazy Episode4 Youjinbou no Rekuiemu            | Pioneer LDC / Japan Home Video | Atushi Muroga      | 10 tháng 5 năm 2003 | |
| Tsumugi (Uniform Beauty: Shag Me Teacher!) つむぎ舟 (制服美少女 先生あたしを抱いて) Seifuku Bisyojo Sensei Atashi wo Daite | Kokuei / Shintōhō              | Hidezaku Takahara  | 27 tháng 7 năm 2004 | Role: Tsumugi Yamane                                                                                   |
| Love Twisted ともしび Tomoshibi                                                                                            | Euro Space (ーロスペース)      | Ryouko Yoshida     | 21 tháng 8 năm 2004 | Role: Yuko Yajima                                                                                      |
| Stop the Bitch Campaign: Hell Version 援助交際撲滅運動 地獄変 Enjo-Kousai Bokumetsu Undou: Jigoku-hen                      | King Records/ Omuro            | Kosuke Suzuki      | 2 tháng 10 năm 2004 | Role: Aoi                                                                                              |
| Raw Summer なま夏 Nama-Natsu                                                                                               | Powercat Entertainment         | Keisuke Yoshida    | 28 tháng 1 năm 2005 | Role: Anko Winner 2006 Yubari International Fantastic Film Festival Off-Theater Competition Grand Prix |
| Man, Woman & The Wall 聴かれた女 Kikareta Onna No Mirareta Yoru                                                            |                                | Masashi Yamamoto   | 15 tháng 4 năm 2006 | Role: Satsuki                                                                                          |
| Memories of Matsuko 嫌われ松子の一生, Kiraware Matsuko no Isshō                                                            | Toho / TBS                     | Tetsuya Nakashima  | 27 tháng 5 năm 2006 | |
| Irokoishi 2: Roaming in Hokkaido 艶恋師 北海道 放浪編 Irokoishi: Hokkaidō Hourou Hen                                       |                                | Yūji Tajiri        | 28 tháng 1 năm 2008 | Role: Ayumi                                                                                            |
| Tear Jar 泪壺 Namida Tsubo                                                                                                 | Art Port (アートポート)        | Takahisa Zeze      | 1 tháng 3 năm 2008  | Role:                                                                                                  |
| Hormones ปิดเทอมใหญ่ หัวใจว้าวุ่น Pit Thoem Yai Hua Chai Wawun                                                                   | GMM Tai Hub                    | Songyos Sugmakanan | 20 tháng 3 năm 2008 | Role: Aoi                                                                                              |
| Big Tits Zombie 巨乳ドラゴン 温泉ゾンビVSストリッパー5 Kyonyū doragon: Onsen zonbi vs storippaa 5                          | TMC (Total Media Corporation)  | Takao Nakano       | 15 tháng 5 năm 2010 | Role:                                                                                                  |
| Revenge: A Love Story |                                | Wong Ching-po      | 2 tháng 12 năm 2010 | Role: Wing                                                                                             |

## Sách ảnh
| English title      | Japanese title     | Release date         |
| ------------------ | ------------------ | -------------------- |
| Lovepara Unmei     | らぶぱら 運命      | 10 tháng 5 năm 2003  |
| Lovex 07 Sora Aoi  | Lovex 07 蒼井そら  | 22 tháng 11 năm 2003 |
| Karami 21 Sora Aoi | Karami 21 蒼井そら | 10 tháng 3 năm 2004  |